# Veronica Bawuah
Veronica Bawuah, née le 5 décembre 1967, est une athlète ghanéenne.

## Carrière
Veronica Bawuah est médaillée de bronze du relais 4 x 400 mètres aux Championnats d'Afrique d'athlétisme 1985 au Caire.
Aux Championnats d'Afrique d'athlétisme 1988 à Annaba, elle est médaillée de bronze du 200 mètres et médaillée d'or du relais 4 x 100 mètres. Elle est éliminée en séries du relais 4 × 100 mètres féminin aux Jeux olympiques d'été de 1988 à Séoul. Médaillée de bronze du relais 4 x 100 mètres aux Championnats d'Afrique d'athlétisme 1998 à Dakar, elle remporte aux Championnats d'Afrique d'athlétisme 2000 à Alger la médaille d'or du relais 4 × 100 mètres, puis est éliminée en séries du relais 4 × 100 mètres féminin aux Jeux olympiques d'été de 2000 à Sydney.